# La Estrella (Mosqueruela)
La Estrella es un despoblado español del municipio de Mosqueruela, en la provincia de Teruel, comunidad autónoma de Aragón.

## Toponimia
La primera denominación en los documentos oficiales era Villar de las Vinyas y así se ve en algunos testamentos (quinyones de vinya en el Villar de las Vinyas). La primera referencia documental con el nombre de La Estrella es de 1466.
A La Estrella se le llama coloquialmente La Villeta, en oposición a la Villa, referida al núcleo principal de Mosqueruela.

## Historia
Pudo corresponder con el despoblado de Vidar, porque había un camino real o vereda de mar a mar ya en 1328, empleado por ganados trashumantes que iban desde Mosqueruela a Castellón por el Plano de Vistabella. El camino cruzaba el río Monleón por un puente no muy lejos de La Estrella (puente de las Maravillas) pero en el barrio de Los Carrascales.
En el siglo XIV, después de que los habitantes de Mosqueruela conquistaran el Castillo del Mallo y lo derruyeran, poblaron una pequeña villa en la margen izquierda del río Monleón, parece ser que para cultivar la vid.
Hay una fuente histórica llamada Fuente de la Virgen. En 1638 según se dice, comenzó a manar agua de una fuente en una época de sequía, auxiliando a los habitantes de esta aldea y a los romeros. Quizás por eso en el siglo XVII creció el culto mariano. En 1720 se reconstruye un santuario dedicado a la virgen. En 1883 sufrió los efectos de una inundación.
En febrero de 2023, sus dos últimos habitantes, Martín Colomer y Sinforosa Sancho, se marcharon del pueblo, quedando despoblado, aunque algunos de sus edificios como la iglesia o escuela siguen recibiendo mantenimiento.

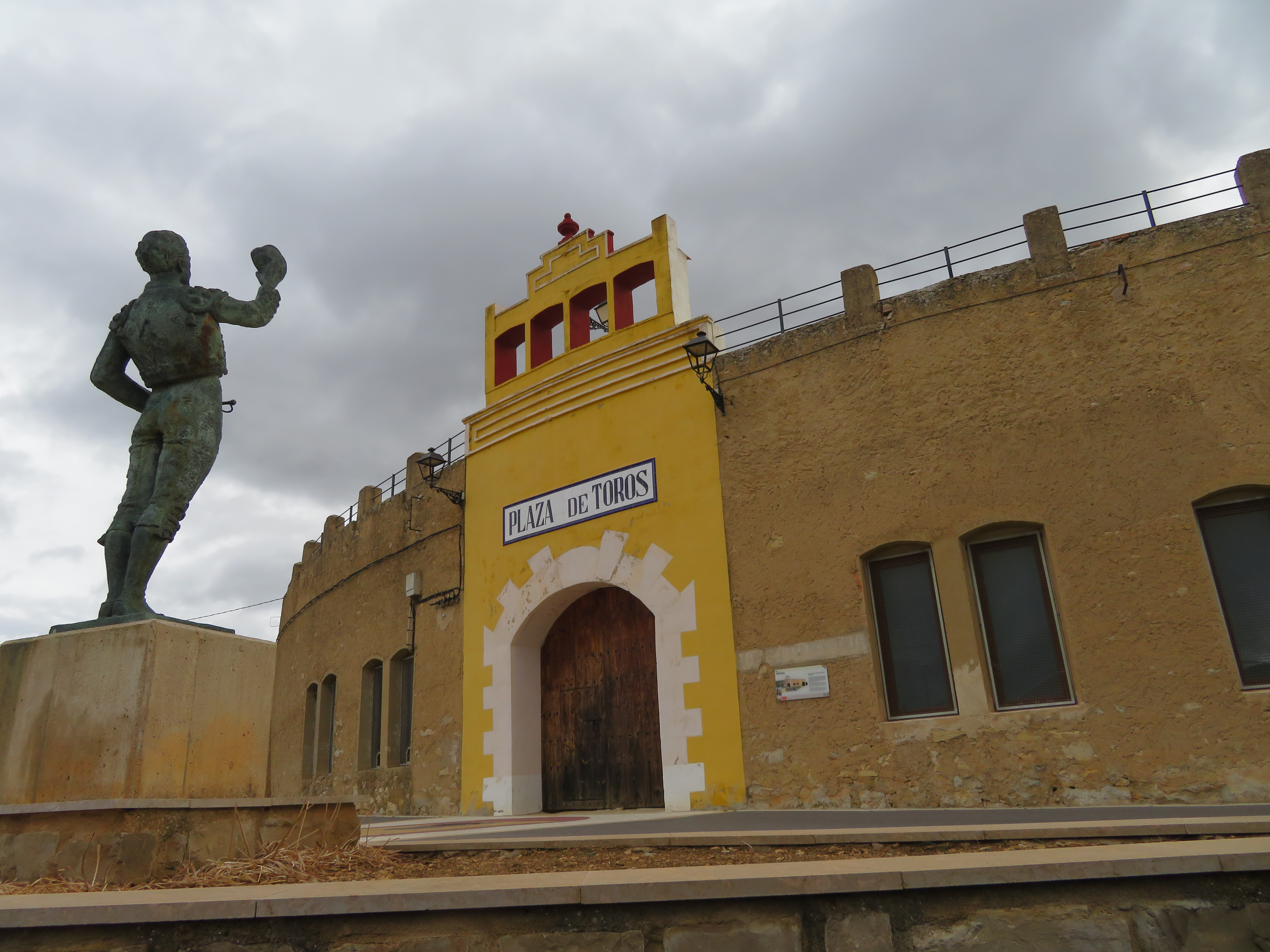
Estatua de Silvino Zafón, «el Niño de la Estrella», frente a la plaza de toros de Villafranca del Cid.

## Patrimonio
- Santuario de la Estrella, del siglo XVIII. El templo actual tiene una planta de tres naves, estando la nave principal cubierta con bóvedas de cañón con lunetos.
- Castillo del Majo.

## Fiestas
- Romería de mayo, que antes era el primer domingo de mayo y el último. La gente de Mosqueruela va al santuario de La Estrella.
- Romería de San Martín, noviembre. Eran consideradas las fiestas patronales de la Villeta hasta que dejó de celebrarse por la despoblación. La fiesta era compartida con los de la Villa, siendo una celebración agrícola: el fin de la vendimia.